# Jakub Wróblewski
Jakub Wróblewski (ur. 1983)
-doktor habilitowany i adiunkt na Wydziale Sztuki Mediów ASP w Warszawie.
Artysta multimedialny, operator i reżyser absolwent Akademii Sztuk Pięknych w Warszawie. Wróblewski wystawiał między innymi w warszawskiej Zachęcie, Galerii Salon Akademii w Warszawie oraz Galerii Arsenał w Białymstoku